# カノン (宮野真守の曲)
「カノン」は、宮野真守の楽曲。宮野の9枚目のシングルとして2013年4月10日にキングレコードから発売された。楽曲はElements Gardenの上松範康により作詞・作曲された。タイトルの由来は、上松が宮野の思いを、旋律を重ねる音楽用語のカノンに喩えて付けたという。

## 概要
前作「ULTRA FLY」から約5ヶ月ぶりのリリースとなるシングル。
4月22日付オリコン週間チャートで3位を獲得し自己最高順位を更新した。推定初動売上枚数2.8万枚、推定累計売上枚数3.9万枚と自己最多記録と同時に男性声優歴代最高売上記録を樹立した。
本曲は、テレビアニメ『うたの☆プリンスさまっ♪ マジLOVE2000%』の主題歌（オープニングテーマ）に起用された。「オルフェ」以上に激しく「骨太なロック」で、緩やかな曲調から次第にテンポを速めていく構成になっている。なお曲中ではロックサウンドにピアノを加えているが、これはロックとクラシックを融合した曲を作りたいという宮野自身の意向による。そのためディスクジャケットでもロックとクラシックが混じり合ったような世界観に仕上がっている。また、制作についてはうた☆プリの世界観とリンクしたいと考えたため、ライブをイメージした曲にするよう提案したという。
シングルの2曲目「THANK YOU」は、STYと共同作業を開始した時期に宮野が貰ったデモテープを温めていたもので、シングル制作に際し元あった歌詞を全面的に書き換えて再構築したという。3曲目「FOREVER LULLABY」は、ストリングスが繊細で女性的な世界観を紡ぎ出すラブバラードに仕上がっており、宮野がmarhyへラブコールしたことで制作が実現した。

## 収録曲
1. カノン [4:22][1]
  - 作詞・作曲：上松範康、編曲：藤田淳平
  - テレビアニメ『うたの☆プリンスさまっ♪ マジLOVE2000%』主題歌（オープニングテーマ）
2. THANK YOU [4:12][1]
  - 作詞：STY、作曲・編曲：STY・Blaqsmurph
3. FOREVER LULLABY [5:00][1]
  - 作詞・作曲：marhy、編曲：松浦晃久

## 収録アルバム
| 曲名                           | 収録アルバム | 発売日        | 備考                  |
| ------------------------------ | ------------ | ------------- | --------------------- |
| カノン                         | 『PASSAGE』  | 2013年9月18日 | 4thオリジナルアルバム |
| THANK YOU（repriseとして収録） | 『PASSAGE』  | 2013年9月18日 | 4thオリジナルアルバム |